# Taraxacum petterssonii
Taraxacum petterssonii — вид квіткових рослин з родини айстрових (Asteraceae). Вид зростає в Європі: Данія, Фінляндія, Німеччина, Польща; це багаторічна рослина помірних біомів.

## Опис
Рослина висотою 2–3 дм, слабо запушена. Листя темно-зелене; бічних часток близько 5, трикутних, до 2 см завдовжки, помірно зазубрених або зубчастих, загострених; міждолі вузькі; кінцева частка деяких листків до 4 см завдовжки, досить загострена, частково чітко виїмчасто-надрізана. Обгортка темно-зелена, блискуча; зовнішні листки відігнуті, широколанцетні, більше 3,5 мм завширшки. 